# Без вини винуваті (фільм, 1945)
«Без вини винуваті» (рос. Без вины виноватые) — радянський художній фільм-екранізація, знятий на кіностудії «Мосфільм» в 1945 році режисером Володимиром Петровим за однойменною комедією Олександра Островського.

## Сюжет
У провінційне місто на гастролі приїжджає відома акторка Олена Кручиніна. Це її рідне місто. Колись тут у неї був коханий чоловік і син Гриша. Коханий кинув її заради багатої нареченої, а дитина померла… І ось минуло 17 років. Кручиніна справила велике враження на місцеву публіку як своєю грою, так і добротою. Молодий актор Незнамов не може для себе вирішити, хто перед ним: дійсно найкраща з жінок, яких він коли-небудь бачив, або цинічна акторка, що кидає своїх дітей, як про неї говорять. Він ще не знає, що Кручиніна — його мати.

## У ролях
- Алла Тарасова —  Олена Іванівна Кручиніна, відома акторка
- Віктор Станіцин —  Ніл Стратонич Дудукін, багатий пан
- Борис Ліванов —  Григорій Львович Муров, молода людина з губернських чиновників
- Ольга Вікландт —  Ніна Павлівна Корінкіна, акторка
- Володимир Дружников —  Григорій Незнамов, артист провінційного театру
- Олексій Грибов —  Шмага, артист провінційного театру
- Павло Массальський —  Петя Миловзоров, перший коханець
- Софія Халютіна —  Аріна Архипівна Галчіха, міщанка
- Микола Коновалов —  антрепренер театру
- Борис Шухмін —  помічник режисера
- Софія Гаррель —  Таїса Іллівна Шелавіна, дівчина, подруга Отрадіної  (немає в титрах)
- Володимир Уральський —  купець

## Знімальна група
- Сценарна розробка і постановка — Володимир Петров
- Оператор — Володимир Яковлєв
- Художник — Володимир Єгоров
- Композитор — Микола Крюков
- Звукооператор — Валерій Попов
- Режисер — Григорій Левкоєв
- Асистенти режисера — М. Заржицька, М. Чернова
- Монтажерка — Клавдія Москвіна
- 2-га операторка — Аміна Ахметова
- Асистент оператора — Леонід Крайненков
- Художники-гримери — А. Єрмолов, А. Льовочкіна
- Жіночі костюми — М. Сафонова
- Чоловічі костюми — Н. Голуст'ян, І. Чегляков
- Директор картини — Микола Сліозберг